# Suchohrad
Suchohrad é um município da Eslováquia, situado no distrito de Malacky, na região de Bratislava. Tem 15,41 km² de área e sua população em 2019 foi estimada em 647 habitantes.

## Demografia
| Ano:        | 1994 | 2004   | 2014    | 2024   |
| ----------- | ---- | ------ | ------- | ------ |
| Broj ljudi: | 540  | 573    | 647     | 683    |
| Razlika:    |      | +6,11% | +12,91% | +5,56% |

| Ano:               | 2023 | 2024   |
| ------------------ | ---- | ------ |
| Número de pessoas: | 691  | 683    |
| Diferença:         |      | -1,15% |